# Immenstadt (stacja kolejowa)
Immenstadt – stacja kolejowa w Immenstadt im Allgäu, w kraju związkowym Bawaria, w Niemczech. Znajdują się tu 2 perony.